# The Alliance for Arab Women
Die Alliance for Arab Women – Allianz für arabische Frauen (AAW), arabisch رابطة المرأة العربية, DMG Rābiṭat al-marʾa al-ʿarabiyya – ist eine ägyptische Nichtregierungsorganisation (NRO), die auf ehrenamtlicher Basis arbeitet. Die AAW fungiert als Dachverband eines Netzwerks von NROs in Ägypten und dem arabischen Raum und ist bestrebt, durch politische Einflussnahme, Service- und Trainingsangebote die grundlegenden Menschenrechte arabischer Frauen zu gewährleisten. Die Generalversammlung der AAW umfasst 100 Mitglieder beider Geschlechter sowie verschiedener arabischer Staaten.
Seit 1996 hat die AAW beratenden Status beim Wirtschafts- und Sozialrat der Vereinten Nationen (ECOSOC). Für die Vierte UN-Weltfrauenkonferenz in Peking (1995) wurde die AAW ausgewählt, um die Teilnahme und Beiträge der arabischen NROs zu koordinieren. Im Jahr 2000 präsentierte sie darüber hinaus ein Positionspapier der arabischen NROs vor der UN-Generalversammlung.
Das AAW-Sekretariat befindet sich in Kairo. Daneben besitzt die AAW mehrere Außenstellen in Governoraten Ober- und Unterägyptens.

## Geschichte
Die AAW wurde im Jahre 1987 von Dr. Hoda Badran, einer ägyptischen Frauenrechtlerin, gegründet. Die AAW ist seit demselben Jahr eine beim ägyptischen Ministerium für Soziale Angelegenheiten eingetragene NRO (lt. Gesetz Nr. 154) und wurde dort 2000 erneut registriert (lt. Gesetz Nr. 184).

## Vision und Mission
Die Vereinigung setzt sich für die Verbesserung der aktiven und gleichberechtigten Teilhabe von Frauen innerhalb ihrer Gemeinschaft und für die Stärkung der Rolle von Frauen in der Gesellschaft ein.
In Kooperation mit verschiedenen gesellschaftlichen Akteuren, u. a. Gewerkschaften, Hochschulen und Presse, möchte die AAW die Öffentlichkeit für Frauenrechte sensibilisieren. Zur Verbesserung der gegenwärtigen und zukünftigen Situation ägyptischer Frauen ist die AAW bestrebt, folgende Ziele zu erreichen:
- Förderung von Programmen und Angeboten entsprechend der tatsächlichen Bedürfnisse arabischer Frauen, besonders solcher aus benachteiligten Gruppen
- Durchführung von Trainingsprogrammen zur Verbesserung des sozialen und ökonomischen Status von Frauen und um sie zu befähigen, sich effektiv mit verschiedenen Institutionen auseinanderzusetzen
- Ausrichtung von Veranstaltungen zur Förderung des Dialogs zwischen allen Beteiligten im Bereich Frauenrechte und zur Sensibilisierung für Gender-Themen im arabischen Raum
- Verbreitung von Wissen und Fähigkeiten sowie Anstoß bieten zur Veränderung von Einstellungen hinsichtlich der Verhaltensmuster in arabischen Familien
- Förderung von Beziehungen mit verschiedenen Organisationen und Institutionen, Pflege sowie Ausbau eines Netzwerkes im Bereich Gender-Fragen und Frauenrechte

## Projekte
Seit der Gründung im Jahre 1987 hat die AAW über 70 Projekte in den Bereichen Frauen- und Menschenrechte in ganz Ägypten initiiert und durchgeführt. Ziel der Projekte ist die Verbesserung der Lebensbedingungen nicht nur von ägyptischen Frauen, sondern aller Bürger, weshalb eine Vielzahl gesellschaftlicher Gruppen, Aspekte und Regionen durch die Projekte angesprochen bzw. abgedeckt wird.
Zu den vorrangigen Themenfelder der AAW gehören Armut, Gesundheit, politische Partizipation, Bildung, Reduzierung von Gewalt und Frauen in Führungspositionen.
Darüber hinaus führt die Organisation Projekte zu Themen wie Entrepreneurship und Beschäftigung, Umwelt, Kunst und Kultur sowie Hilfe zur Selbsthilfe für lokale NROs durch.